# Iemasa Kayumi
Iemasa Kayumi (jap. 家弓 家正 Kayumi Iemasa; ur. 31 października 1933 w Tokio, zm. 30 września 2014 tamże) – japoński seiyū i aktor dubbingowy związany z agencją 81 Produce.
Dubbingował takich aktorów jak Frank Sinatra, Donald Sutherland, Christopher Lee, Ian McKellen i James Stewart.
Zmarł w 2014 w wieku 80 lat w wyniku powikłań pooperacyjnych.

## Wybrane role głosowe
- 1972: Lupin III – Kyōsuke Mamō
- 1983: Cat’s Eye
- 1989: Kimba, biały lew
- 1993: Art of Fighting
- 2000: Zapiski detektywa Kindaichi – Kenneth Goldman
- 2001: Detektyw Conan – James Black
- 2001: One Piece – Nefertari Cobra
- 2002: Petite Princess Yucie – Bóg (Król Nieba)
- 2003: Ashita no Nadja – starzec
- 2004: Monster – Günther Goedelitz
- 2006: Pokémon – doktor Nanakamado
- 2007: Golgo 13 – doktor Kaiser